# Allium aktauense
Allium aktauense — вид трав'янистих рослин родини амарилісові (Amaryllidaceae), ендемік Узбекистану.

## Опис
Цибулини яйцеподібні, діаметром 5–6 мм, зовнішні оболонки майже коричневі, чорно-коричневі. Цибулинок кілька в наземній частині стеблини. Стеблина циліндрична, довжиною 5–10 см завдовжки. Листків 2, ниткоподібні, 0.5–1 мм завширшки завтовшки, коротші від стеблини. Суцвіття головчасте, малоквіткове (5–10). Квітки дзвінчасті; листочки оцвітини завдовжки 3.5 мм, майже однакової довжини, еліпсоїдні, фіолетові з темною серединною жилкою. Пиляки фіолетові.

## Поширення
Ендемік Узбекистану.